# توافق شفاهی در سال ۱۹۰۷
توافق شفاهی در سال ۱۹۰۷ (به ژاپنی: 日米紳士協約, Nichibei Shinshi Kyōyaku)، یک توافق نامه غیررسمی، توافق شفاهی بین ایالات متحده آمریکا و امپراتوری ژاپن بود که به موجب آن ایالات متحده محدودیتی در مهاجرت ژاپنی‌ها اعمال نمی‌کند و ژاپن نیز اجازه مهاجرت بیش از حد به ایالات متحده را نمی‌دهد. هدف کاهش تنش بین دو کشور بود. این توافق‌نامه هرگز توسط کنگره ایالات متحده تصویب نشد و توسط قانون مهاجرت ۱۹۲۴ لغو شد.